# Schefflera tribracteolata
Schefflera tribracteolata är en araliaväxtart som beskrevs av Bui. Schefflera tribracteolata ingår i släktet Schefflera och familjen araliaväxter.
Artens utbredningsområde är Vietnam. Inga underarter finns listade.